# Prix de l'aviation Polaris
Pour les articles homonymes, voir Polaris.
Le Prix Polaris (Polaris Award) est la plus haute distinction décernée par l’IFALPA Fédération internationale des associations de pilotes de ligne).
Il est attribué à un membre d’équipage de conduite, ou exceptionnellement à un passager, ayant accompli un acte de bravoure exceptionnel ou ayant fait preuve d’un haut niveau de compétence technique en aviation civile.
Ce prix n’est pas remis chaque année, mais seulement lorsque des actions jugées véritablement exceptionnelles se produisent. La remise se fait lors de la conférence annuelle de l’IFALPA.